# 傑爾拜古里縣
傑爾拜古里縣是印度的一個縣，位於該國東北部，由西孟加拉邦負責管轄，面積6,245平方公里，每年平均降雨量3,160毫米，識字率為73.79%，2011年人口3,869,675，人口密度每平方公里620人。

## 外部連結
- District Website （页面存档备份，存于）
- Jalpaiguri[永久]

26°42′N 89°00′E / 26.7°N 89.0°E